# Техничка школа „Милева Марић-Ајнштајн” Нови Сад
Техничка школа „Милева Марић-Ајнштајн“ је средња школа која се налази у Новом Саду.
Са 87 одељења и око 2000 ученика спада у најсложеније и највеће, а по многима и најорганизованије средње школе у Србији. Образује кадрове из четири области привреде: грађевинарства и геодезије, текстилства, шумарства и обраде дрвета и графичарства. Настава се одвија у два објекта, у Улици Гагариновој 1 и у Улици Браће Рибникар 40 са око 12500  затвореног простора. Поред кабинета и радионица струке које се изучавају у оба објекта имају информатички кабинет, библиотеку са укупно око 40 000 књига, клуб и свечану салу.

## Историја
На захтев Удружење Срба занатлија из Новог Сада Министарству просвете тадашње Аустроугарске, занатска школа почиње са радом у јесен 1883. године. То је био први облик стручног образовања на овим просторима. Школа је била трогодишња и у њу су се могли уписати ученици који су завршили четири године основне школе и најкасније до дванаесте године. Свако пре подне, осим недеље, ученици су проводили шест сати на пракси, после подне се одвијала теоријска настава у школи четири часа дневно.
Занатска школа наставља са радом и после Првог светског рата, са нешто измењеним планом и програмом. Између два светска рата у Новом Саду још постоје и женска занатско – трговачка школа и вечерња занатска школа. После Првог светског рата Министарство трговине и индустрије доноси одлуку о отварању средњих техничких школа у новооснованој држави. Према указу Министарства из 1920. године „Средња техничка школа има задатак да теоријски и практично образује ваљане и самосталне помоћнике инжењера и архитеката, да спрема самосталне руковаоце мањих индустријско – техничко – грађевинских предузећа, као и да спрема чиновничко особље у техничким бироима и индустријским предузећима.“
Новосадска Средња техничка школа са грађевинским одсеком почиње са радом у јесен 1929. године. Школа је смештена у зграду некадашњег „Убогог дома“ – дома за старе и сиромашне о којима је бринуо град. Прве школске године настава се одвијала у само две просторије које су адаптиране у учионице са великим прозорима. Трећа просторија новоосноване школе била је зборница. Први предавачи у школи били су инжењери, стално запослени у грађевинској дирекцији дунавске Бановине који су хонорарно држали наставу. Те прве школске године уписано је 37 ученика у први разред. Школа је била четворогодишња са општим и стручним предметима. На крају сваке године ученици су имали феријалну праксу 2–3 недеље у зависности од разреда. На крају четвртог разреда полагао се матурски испит, цртао матурски рад и бранио пред комисијом од 6 чланова и „председником испитног одбора“ који је био изасланик министарства трговине и индустрије.
Већ наредних година број ученика се повећава, па се и зграда школе проширује. Граде се још две учионице, посебна цртаоница, библиотека, радионица за праксу. Интересантно је да су део новоизграђених просторија изградили сами ученици, уз стручну помоћ професора, током летњег распуста у оквиру праксе.
Од 1936. године почиње са радом и машински одсек средње техничке школе. За потребе два одсека дограђено је ново крило зграде са учионицама. Током Другог светског рата Нови Сад и Бачка налазе се под окупацијом Мађарске војске. Настава се изводи, а школа мења назив у „Мађарска краљевска индустријска школа“.
После ослобођења настава почиње да се одвија и у стручним школама. Стручна продужна школа града Новог Сада у трајању од три године школовала је ученике занатских занимања – између осталих и грађевинске струке (зидар, молер, тесар). Средња техничка школа обавља свој рад у јесен 1945. године, грађевински одсек прелази у нову зграду некадашње трговачке академије у центру града, данашње економске школе. Отворена су три смера: архитектонски, геодетски и хидротехнички. Укупно три смера током четири године, изучавају се 48 предмета. Прве послератне школске године уписано је 260 ученика, којима је предавало 33 професора. Школа ради у овој згради све до 1963. године када се сели у новоизграђену зграду у Гагариновој улици где се и данас налази. Мења назив у „Грађевински школски центар“ са два огранка – грађевинска техничка школа за четворогодишње школовање и грађевинска школа за ученике у привреди. Прве школске године у новој згради школа има 31 одељење и укупно 965 ученика.
Реформом школства 1977. године школа мења назив у – „Центар за образовање кадрова грађевинске, дрвопрерађивачке, текстилне и графичке струке и заједничко средње васпитање и образовање Јован Вукановић“. Име добија по народном хероју – учеснику Другог светског рата који је непосредно пред рат завршио новосадску средњу техничку школу.
Школске 1977/1978. године уписана је прва година позивно усмереног образовања и васпитања, односно трећи разред средње школе. То је била прва генерација ученика која је завршила два разреда заједничког средњег васпитања и образовања по новим наставним плановима и програмима. Уписано је 23 одељења: грађевинске струке 11, графичке 5, текстилне 4, дрвопрерађивачке 3. Смерови грађевинске струке били су: високоградња, нискоградња, хидроградња и геодетски смер. Школа има стручне кабинете, грађевински, текстилни, графички, као и специјализоване радионице. Остварена је сарадња са радним организацијама а развијена је и сопствена производња у оквиру практичне наставе.
Трансформацијом средњег образовања школски центар 1982. године „Јован Вукановић“ постаје један од највећих и најсложенијих не само у граду и Војводини, него и у целој земљи. У њему се изучава 5 струка са 19 занимања. Школски центар обједињује две школе: заједничко средње образовање (9 и 10 разред) у школи „Ђорђе Зличић“ и позивно усмерено образовање у школи „4. јул“ (3 и 4 разред средње школе).
Од школске 1987/1988. године постепено се уводе нови планови и програми за четворогодишње и трогодишње стручне школе. Од 1995. године мења назив у „Техничка школа Јован Вукановић“ који је носила до 1. септембра 2009. када свој назив мења у „Техничка школа Милева Марић-Ајнштајн“, у част познате Новосађанке, Милеве Марић.

## Образовни профили

### Грађевинарство и геодезија
- Четворогодишњи смерови
  - Грађевински техничар за високоградњу
  - Грађевински техничар за нискоградњу
  - Грађевински техничар за хидроградњу
  - Архитектонски техничар (оглед)
  - Геодетски техничар - геометар (оглед)
- Трогодишњи смерови
  - Монтер суве градње (оглед)
  - Керамичар - терацер - пећар
  - Декоратер зидних површина - молер
  - Хидрограђевинар
  - Руковалац грађевинском механизацијом

### Текстилство и кожарство
- Четворогодишњи смерови
  - Конфекцијски техничар
  - Техничар - моделар одеће
  - Дизајнер одеће
- Трогодишњи смерови
  - Конфекционар - кројач
  - Обућар
  - Галантериста

### Хемија, неметали и графичарство
- Четворогодишњи смерови
  - Техничар за графичку припрему (оглед)
  - Техничар за обликовање графичких производа (оглед)
  - Техничар штампе
  - Техничар графичке дораде
  - Фотограф

### Шумарство и обрада дрвета
- Четворогодишњи смерови
  - Техничар за обликовање намештаја и ентеријера (оглед)
  - Шумарски техничар
  - Техничар за пејзажну архитектуру
  - Техничар за финалну обраду дрвета
  - Техничар за лов и риболов (оглед)
- Трогодишњи смерови
  - Столар (оглед)
  - Произвођач финалних производа од дрвета - столар
  - Тапетар - декоратер
  - Галантериста